# Річкові монітори типу «Mihail Kogălniceanu»

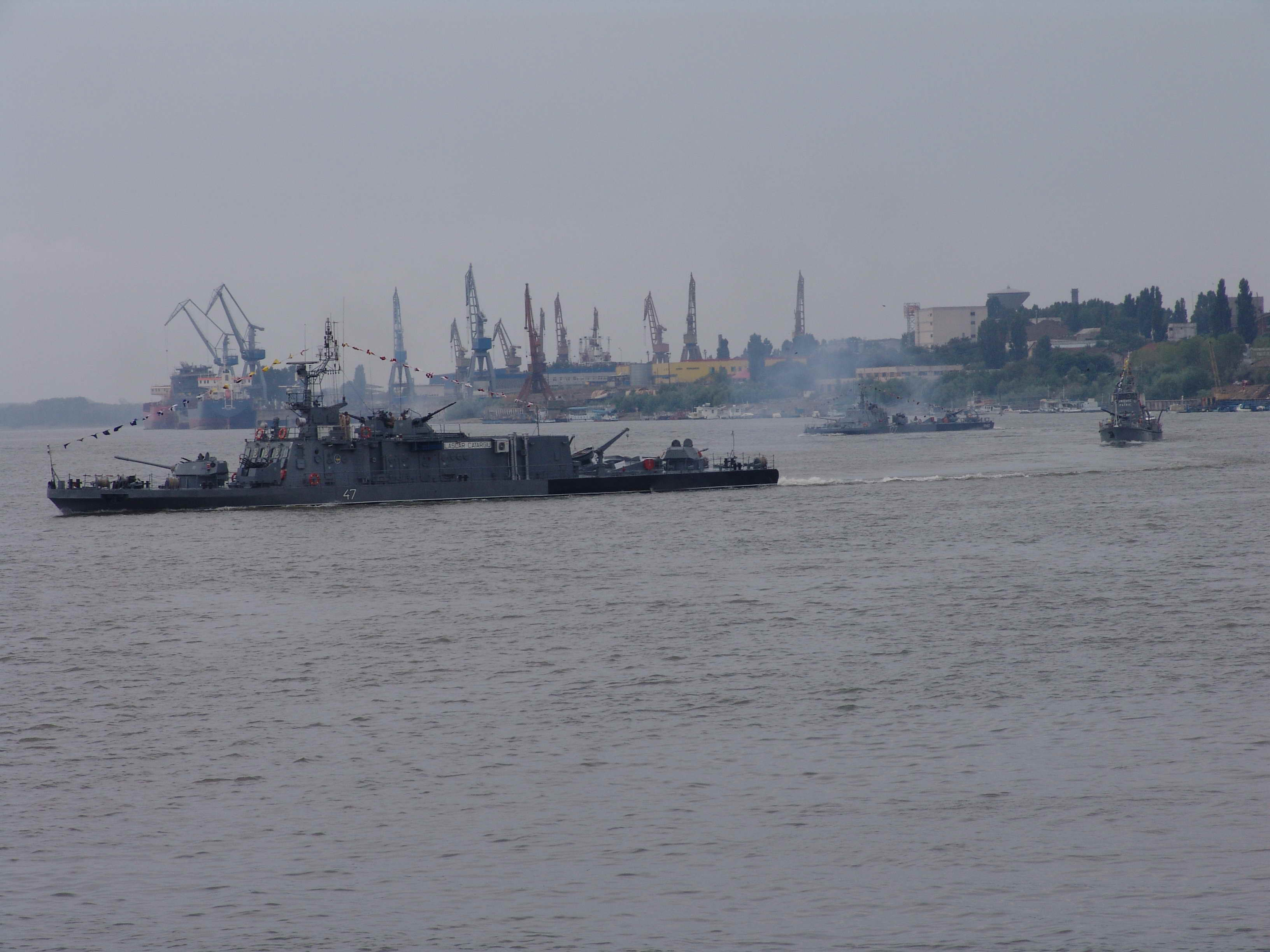
Річковий монітор «Lascăr Catargiu» (F-47) здійснює маневр під час показових навчань у Бреїлі з нагоди Дня військово-морського флоту, 15 серпня 2009 року.

Річкові монітори типу «Mihail Kogălniceanu» — річкові кораблі у складі військово-морських сил Румунії. Побудовано три кораблі цього типу.

## Кораблі
- Mihail Kogălniceanu (F-45). Введено у стрій 1993.
- Ion C. Brătianu (F-46). Введено у стрій 1994.
- Lascăr Catargiu (F-47). Введено у стрій 1996

## Технічні характеристики
Водотоннажність — 522 тони. Довжина — 52 метри, ширина — 9 метрів. Озброєння: 2 100 міліметрові гармати, 2 40-ка ствольні 122 міліметрові реактивні системи залпового вогню, 2 30 міліметрові гармати, 2 зчетверені установки зенітних кулеметів, переносний зенітно-ракетний комплекс «Стріла 2М». Два двигуни, максимальна швидкість до 32 км/год, запас ходу — 1000 кілометрів, автономність — 7 діб, екіпаж — 58 осіб.

## Служба
У 2018 році принаймні один корабель цього типу взяв участь у перших спільних українсько-румунських навчаннях на Дунаї «Riverine-2018», у яких здійснювалося відпрацювання спільних дій багатонаціональних катерних тактичних груп для підвищення їх взаємосумісності та спроможностей проведення операції з безпеки на річці Дунай.